# Безщасний Конон Петрович
Ко́нон Петро́вич Безща́сний (*3 жовтня 1884 — †1967) — кобзар, скрипаль; учасник антибільшовицького руху на Кубані; артист Кубанського симфонічного оркестру.
Народився в станиці Полтавська на Кубані. Бандурою захопився 1904 року, грав на ній від 1916-го. Через рік розпочав переможну концертну епопею, яка тривала 32 роки (до перелому руки). Грав на бандурах роботи Миколи Домонтовича (8 басів, 22 приструнки), німця-теслі Дехера (12 басів, 22 приструнки), Олександра Корнієвського (14 басів, 35 хроматичних приструнків). Виступав переважно як соліст.
Серед його репертуару такі пісні й думи: «Ой, чого ж ти почорніло», «Ой, Морозе-Морозенку, ти славний козаче», «Ой, з-за гори, з-за лиману кругом Січі Запорожжя москаль облягає», «Ти, Кубань, ти наша Родіна» та ін.
Під час революції — в Кубанській армії в складі тріо з братом Никоном та Іваном Шереметом. Його виконавській майстерності дав високу оцінку Дмитро Яворницький. При українському педагогічному технікумі ст. Полтавської заснував мішану капелу бандуристів, з якою успішно працював і гастролював по Кубані до першого арешту (2.5.1931).
Гастролював на Північному Кавказі, Дону, Січеславщині, Херсонщині, в Казахстані. У репертуарі мав понад 200 українських пісень і дум. Обробляв пісні для бандури, створював поетичні тексти і музику до них, н-д, «Пісня-дума про Україну».
Обвинувачений «як учасник контрреволюційної організації». 16 серпня 1931 р. засуджений трійкою при ПП ОҐПУ СККІ ДССР на 5 р. позбавлення волі. Помер у м. Слов'янськ-на-Кубані.
Реабілітований постановою прокуратури Краснодарського краю від 26 квітня 1990 р.